# Муктар Эдрис
Муктар Эдрис (род. 14 января 1994) — эфиопский легкоатлет, бегун на длинные дистанции, специализируется в беге на 5000 метров. Двукратный чемпион мира на дистанции 5000 метров. Чемпион мира среди юниоров 2012 года в беге на 5000 метров с результатом 13.38,95. Чемпион Африки 2012 года по кроссу в забеге юниоров в личном первенстве, а также серебряный призёр в командном зачёте. На чемпионате мира по кроссу 2011 года занял 7-е место среди юниоров в личном первенстве. Занял 4-е место на чемпионате Африки среди юниоров 2011 года в беге на 10 000 метров. На этапе Бриллиантовой лиги Meeting Areva 2012 года в Париже занял 12-е место. Победитель кросса Cinque Mulini 2013 года.

## Биография
Родился в деревне Адио, зона Сыльти. В семье был пятым ребёнком из восьми детей. Заниматься бегом начал в школе когда ему было 12 лет. Он бегал на заднем дворе школы по одному или два круга в день. Тогда его заметил тренер Хилма Берта. который и поныне является его тренером. Через один год он переехал в Аддис-Абебу и там начал серьёзно тренироваться. В 2012 году его менеджером стал итальянский специалист Джианни Демадонна. 
Хобби — изучение английского языка.

## 2013—настоящее время
4 марта 2013 года стал бронзовым призёром чемпионата мира по кроссу среди юниоров. Занял 7-е место на чемпионате мира 2013 года в Москве. 21 августа 2014 года стал победителем DN Galan с лучшим результатом сезона в мире — 12.54,83.
На предолимпийском чемпионате мира, который проходил в Катаре, эфиопский легкоатлет на дистанции 5000 метров стал чемпионом, показав результат 12:58,85 и опередив ближайшего соперника на 0,85 секунды. 